# 1511 км
1511 км (баш. 1511 км) — упразднённый населённый пункт (тип: железнодорожная будка) Раевского поссовета Альшеевского района БАССР.

## География
Находился возле  о.п. 1511 км. В 1969 году (БАССР, 1969) находился в 4 км от центра Раевского поссовета — села Раевский.

## История
Возник как поселение железнодорожников и их семей.
По данным на 1969 год проживало 10 человек, основная национальность — башкиры (БАССР, 1969). В справочниках на 1972 и 1981 годы не упоминается.

## Инфраструктура
Путевое хозяйство участка Уфа — Абдулино Куйбышевской железной дороги.

## Транспорт
Автомобильный и железнодорожный транспорт.